# Gerardus Johannes Berenschot
Gerardus Johannes Berenschot, nizozemski general, * 24. julij 1887, † 13. oktober 1941.